# Il diavolo si mette di mezzo
Il diavolo si mette di mezzo è un racconto popolare, imbastito con le caratteristiche di una fiaba, appartenente alla cultura Hausa,  diffusa nell'Africa occidentale e che ha una significativa presenza in nazioni come la Nigeria, il Sudan, il Camerun, il Ghana, la Costa d'Avorio e il Ciad.

## Genere letterario
Il racconto è catalogabile nell'ambito dei racconti-dilemma, ossia di quelli incentrati sull'aspetto morale della vita, dell'
uomo e delle sue azioni, raccontati con il preciso scopo di indurre un dibattito su particolari tematiche, quali la famiglia e la vita comunitaria.
In questo tipo di racconti, talvolta, non è prevista né una soluzione al problema né tanto meno risposte e per questo motivo sono anche chiamati indovinelli ed enigmi, perché è considerato prioritario il dibattito innescato dal racconto, che peraltro risulta tutt'altro che infruttuoso e sterile, dato che, generalmente, vige la figura di un moderatore svolta da un anziano saggio che cerca di riassumere le varie opinioni usando una buona dose di eloquenza.

## Trama
È il racconto-fiaba di due sventurati giovani che pur amandosi, vedono la loro sorte segnata a causa dello zampino del diavolo che uccide il ragazzo e poi pretende che vengano superate una serie di prove di coraggio, come entrare dapprima nel fiume di fuoco, poi in quello d'acqua e infine in quello del cobra. La ragazza accetta la sfida e riesce a riportare in vita il suo fidanzato.

Però il diavolo ha preparato un altro dilemma mortale che prevede la morte o della madre del ragazzo o di quella della fanciulla.